# 元木昌彦
元木 昌彦（もとき まさひこ、1945年11月24日 - ）は、日本の編集者、ライター。

## 経歴
1966年、早稲田大学商学部入学。1970年、講談社入社。1990年、『FRIDAY』編集長。1992年、『週刊現代』編集長（ - 1997年）。1999年、「Web現代」編集長。2007年、「オーマイニュース」日本版編集長（ - 2008年）。後に社長も務める。

## 人物
- 『週刊現代』編集長時代、陰毛の写ったヌード写真を指して「ヘアヌード」という言葉を生み出し、誌上に積極的に掲載した。報道におけるタブーに挑戦する編集記事も多く、1995年9月23日号で創価学会の鶴タブーを扱った「朝木明代市議万引き被疑事件・転落死事件」の謀殺説記事については、創価学会より出版元の講談社とあわせて告訴されて被告人になったこともある[1]。一方、部数は右肩上がりに上昇し、『週刊文春』を抜き、『週刊ポスト』に次いで男性誌で2位となった。
- 「オーマイニュース」編集長時代、サイトの刷新を図ったが成果を上げられずに約1年で退任した。前任の鳥越俊太郎に続いて、2代続けて編集長の座を投げ出す事態となり、「オーマイニュース」はその後「オーマイライフ」として出直しを図るも2009年に閉鎖された。
- 編集長退任後、大谷翔平の邸宅を巡る報道によりフジテレビジョン・日本テレビ放送網が以降の取材を締め出された事件について、「12億円の豪邸や26億円ともいわれるハワイの別荘がどのようなものなのかを知りたいと思うのは、人間の“本能”である。読者、視聴者の欲求にこたえるのはメディアの重要な役割でもあるはずだ」と邸宅に関する報道を正当化した。加えて大谷の行動を「プライバシーを守りたいのなら、大谷夫妻はドジャース球場に付設している「宿泊施設」にでも寝泊まりしたらどうだろう」、両局についても「土下座してでも大谷との関係を修復せよと、上から厳命されているようだが、これではジャーナリズムが入り込む余地など全くない。取材対象に媚びへつらうだけが記者の仕事なのか」「私には、テレビ局は大谷にではなく「視聴率」にひれ伏しているとしか思えない」と批判している[2]。

## 著書

### 単著
- 『日本のルールはすべて編集の現場に詰まっていた』夏目書房、2003年3月
- 『メディアを思う日々 編集者の学校 日が暮れてからの授業編』ロコモーションパブリッシング、2005年9月
- 『週刊誌編集長…週刊現代・フライデー・Web現代編集長が明かす、スキャンダル、事件報道現場の3300日』展望社、2006年4月
- 『孤独死ゼロの町づくり』ダイヤモンド社、2008年3月
- 『競馬必勝放浪記』祥伝社〈祥伝社新書〉、2009年2月
- 『週刊誌は死なず』朝日新聞出版〈朝日新書〉、2009年8月
- 『「週刊現代」編集長戦記』イースト・プレス〈イースト新書〉、2015年2月

### 共編著
- 『編集者の学校』講談社Web現代編、本田靖春ほか共著、講談社、2001年10月
  - 『編集者の学校 カリスマたちが初めて明かす「極意」』講談社+α文庫、2009年2月
- 『日本の大事な話』聞き手元木昌彦・編集者の学校編、ロコモーションパブリッシング、2005年11月
- 『これが日本の本当の話』聞き手元木昌彦、ロコモーションパブリッシング、2006年4月
- 『裁判傍聴マガジン…日本初!』第1巻、北尾トロ共著、イースト・プレス、2008年4月
- 『「成り上がり」の人間学 逆風をパワーに変える「生き方の流儀」』田中森一、聞き手元木昌彦、イースト・プレス、2008年6月
- 『編集者の教室』元木昌彦編、徳間書店、2010年9月
- 『知られざる出版「裏面」史 元木昌彦インタヴューズ』花田紀凱ほか共著、出版人、2016年11月